# Président du Monténégro
Le président du Monténégro (en monténégrin : Предсједник Црне Горе romanisé : Predśednik Crne Gore) est le chef de l'État du Monténégro dont les compétences politiques et institutionnelles sont régies par le titre 2 de la partie 3 de la constitution du pays.

## Élection présidentielle
Le président monténégrin est élu au scrutin uninominal majoritaire à deux tours pour un mandat de cinq ans renouvelable une fois. Si aucun candidat ne recueille la majorité absolue des suffrages exprimés au premier tour, un second est organisé deux semaines plus tard entre les deux candidats arrivés en tête. Le candidat qui recueille le plus de suffrages au second tour est déclaré élu.

### Indépendance de la fonction
D'après l'article 97 paragraphe 5, le président ne doit exercer aucune autre fonction publique pendant son mandat.

### Conditions d'éligibilité
L'article 96 de la Constitution dispose que, pour être éligible à la présidence, un candidat doit être citoyen monténégrin ayant résidé au Monténégro pendant au moins dix ans pendant les 15 années précédant la date de l'élection.

### Processus électoral
L'article 96(3) dispose que le président du Parlement doit convoquer les élections présidentielles.

### Prestation de serment
D'après l'article 97 paragraphe 3, le président du Monténégro doit prêter serment devant les membres du Parlement avant d'entrer en fonction.

## Fonctions
Le président du Monténégro :
- représente le Monténégro dans le pays et à l’étranger,
- commande l’armée sur la base des décisions du Conseil de sécurité et de défense,
- promulgue les lois par ordonnance,
- convoque les élections législatives,
- propose au Parlement le candidat au poste de Premier ministre après consultation des représentants des partis politiques présents au Parlement, président et juges de la Cour constitutionnelles, et le protecteur des droits de l'homme et libertés,
- nomme et révoque les Ambassadeurs et les chefs de missions diplomatiques monténégrine à l’étranger,
- accepte les lettres d'accréditation et de révocations des diplomates étrangers,
- octroie les médailles et honneurs du Monténégro,
- octroie l’amnistie.

Étendard présidentiel sur terre.
Étendard présidentiel sur mer.

## Statut

### Statut en droit civil et pénal
Le président du Monténégro est responsable en cas de violation de la Constitution. Afin de déterminer si le président a violé la Constitution, une procédure doit être engagée par au minimum 25 membres du Parlement.
La Cour constitutionnelle doit décider de l’existence ou non de la violation et doit publier sa décision et la soumettre au Parlement et au président du Monténégro sans délai.
Lorsque la décision de la Cour confirme que le président a violé la Constitution, le Parlement peut le destituer.

### Résidences

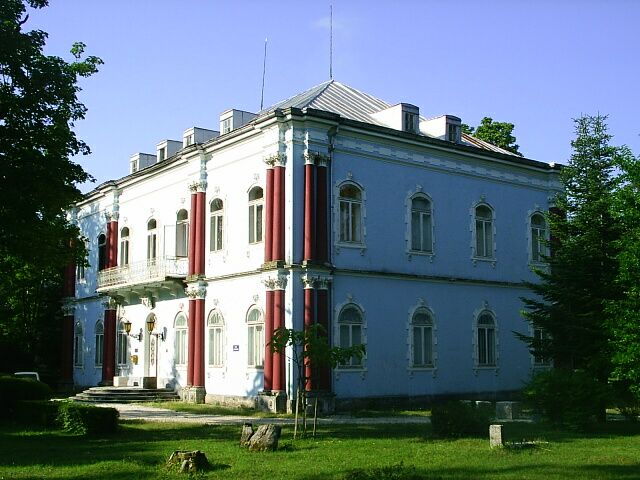
Le palais bleu.

Le président du Monténégro réside au Palais Bleu, à Cetinje.

## Succession
Le mandat du président du Monténégro prend fin à l’expiration de son mandat, en cas de démission, s'il est incapable d'accomplir sa tâche de manière permanente, ou en cas d'empêchement.
En cas de cessation du mandat du président du Monténégro, et jusqu'à l'élection d'un successeur, de même qu'en cas d'empêchement temporaire du président, le président du Parlement assure ses fonctions.

## Sources

## Compléments